# Lierval
Lierval es una comuna francesa situada en el departamento de Aisne, de la región de Alta Francia.

## Geografía
Está ubicada a 8 km al sur de Laon.

## Demografía
| 93 | 85 | 75 | 94 | 107 | 132 | 118 | 113 |
| Para los censos de 1962 a 1999 la población legal corresponde a la población sin duplicidades (Fuente: INSEE [Consultar]) |    |    |    |     |     |     |     |